# Baglan Moors
Baglan Moors är en community i Neath Port Talbot i Wales. Communityn bildades den 1 december 2016 genom en avknoppning från Aberavon community.